# 무로란 카레라멘

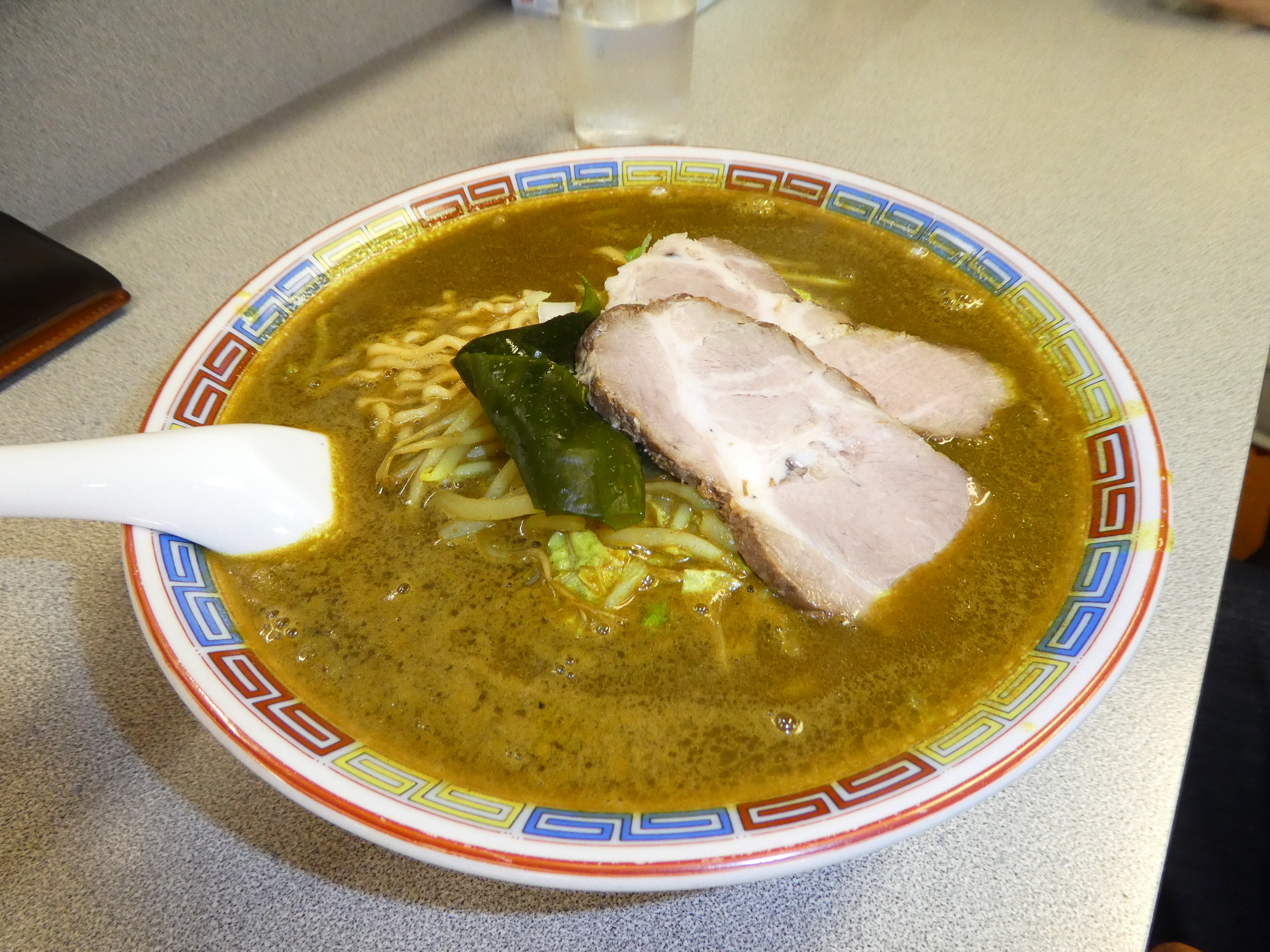
홋카이도 무로란시의 라멘점 아지노다이오 무로란 본점의 무로란 카레라멘

무로란 카레라멘(일본어: 室蘭カレーラーメン)은 일본 홋카이도의 카레라멘으로, 무로란시, 노보리베쓰시, 다테시, 도야코정에 가맹하는 라멘점을 중심으로 제공되는 라멘이다.

## 역사

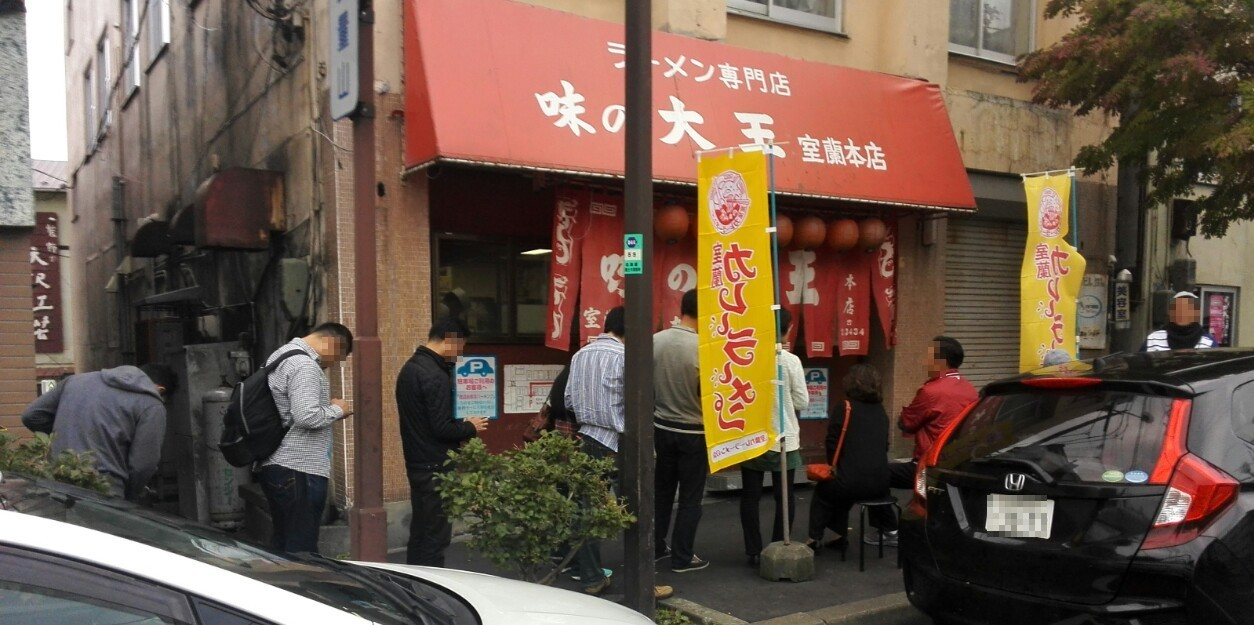
아지노다이오 무로란 본점

무로란 카레라면의 원형은 1965년 봄에 도마코마이시 (도마코마이 카레라멘)에서 개발되었다. 그러나 별로 팔리지 않고 1967년경에 점주는 이와미자와시로 이사했으며, 아지노다이오를 개점했다. 이 가게의 맛에 반해 단골이 된 손님 중 한 명이 1971년에 제자들이 들어가 카레라멘을 포함한 가게의 레시피를 배워 9월에 무로란시 와니시정에서 개업했다. 공장이 근처에 있어 하루 200개 그릇 이상의 라멘이 팔렸지만, 미소라멘이 주로 팔렸으며, 여기에서도 카레라멘은 그다지 팔리지 않았다.
1972년에 점포를 주오초로 이전, 이 점포가 아지노다이오 무로란 본점이 되었다. 당시 카레라멘은 하루 5개 그릇 정도로 한정적이었다. 그러나, 1980년대에는 시내의 여러 가게가 카레라멘을 메뉴에 추가하게 되었다.
1999년 무로란시 출신의 모닝구무스메의 멤버였던 아베 나츠미가 라디오 프로그램에서 '카레라멘이라면 무로란의 아지노다이오가 맛있다.'라고 말한 것이 계기로, 전국의 모닝구무스메와 아베 나츠미의 팬이 방문하게 되었다.
2005년부터 무로란 카레라멘을 관광자원으로 하는 시도도 강화되게 되었다. 2006년 4월 25일 무로란시는 무로란 카레라멘 모임이 발족해, 전국에 정보를 발신하였다. 무로란 상공회의소도 경제산업성이 진행하는 '지역자원∞전국전개프로젝트'에 브랜드화 지원사업으로 신청, 7월 참가가 결정되었다. 2007년 1월에는 마스코트 캐릭터의 이름이 '멘바루군'으로 결정되었다.